# Kessleria saxifragae
Kessleria saxifragae is een vlinder uit de familie van de stippelmotten (Yponomeutidae). De wetenschappelijke naam van de soort werd in 1868 gepubliceerd door Henry Tibbats Stainton.